# کلیسای جامع کاونتری
کلیسای جامع کاونتری (انگلیسی: Coventry Cathedral) یک کلیسای جامع در شهر کاونتری، انگلستان است.
این کلیسا، که مابین سده‌های ۱۴ و ۱۵ میلادی ساخته شده بود، در جریان جنگ جهانی دوم و بمباران شهر کاونتری توسط نیروی هوایی آلمان نازی (لوفت‌وافه) تخریب شد و سپس در سال ۱۹۵۶ بازسازی آن آغاز و در سال ۱۹۶۲ تأسیس شد.

## نگارخانه

Coventry Cathedral
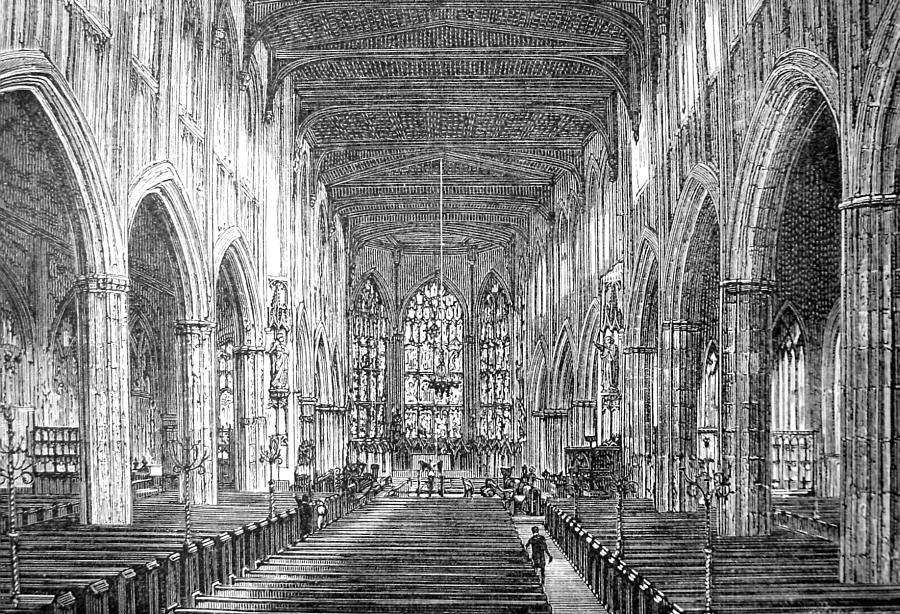
داخل کلیسا، ۱۸۹۱
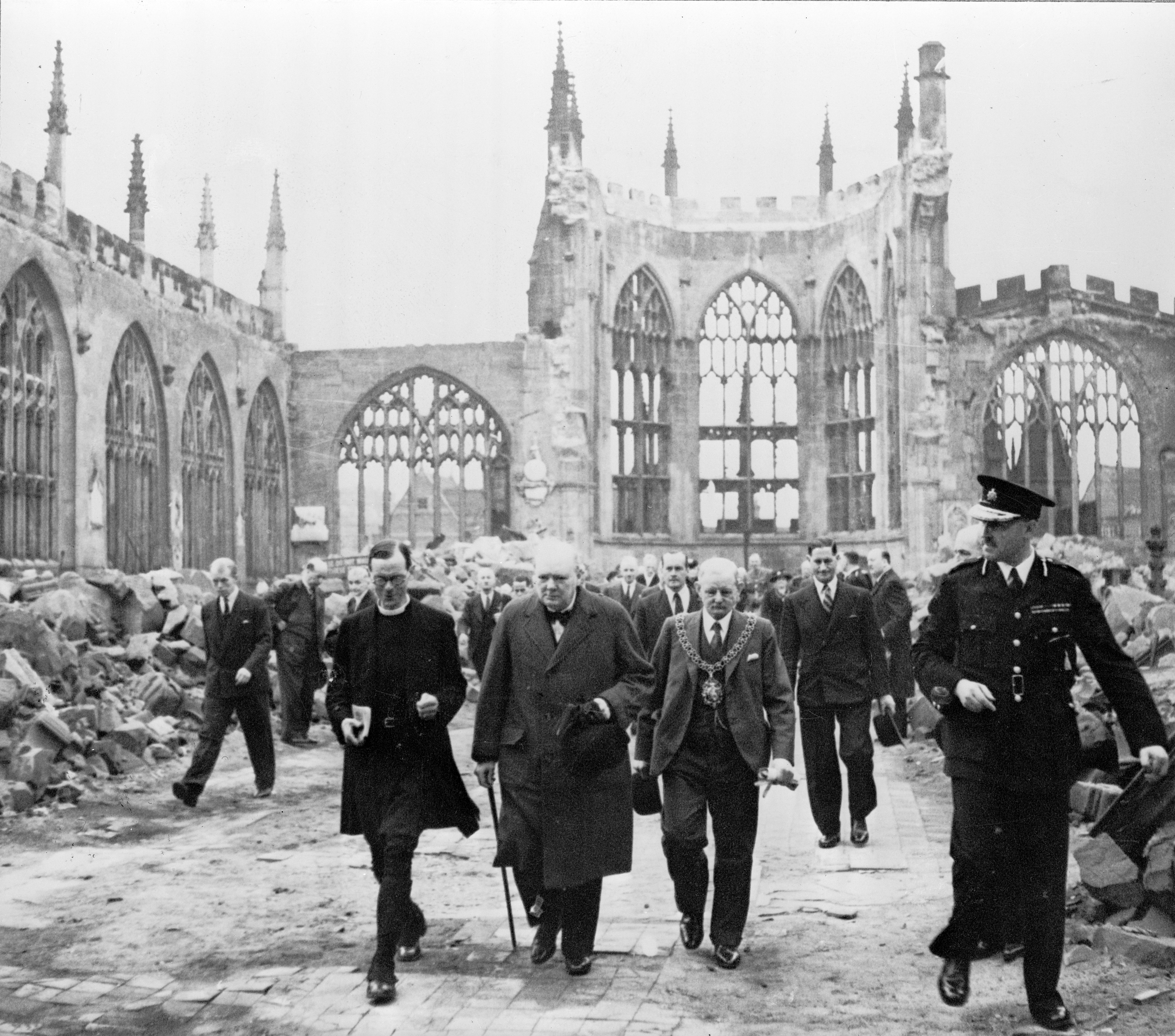
وینستون چرچیل در حال بازدید از کلیسای تخریب شده، ۱۹۴۱
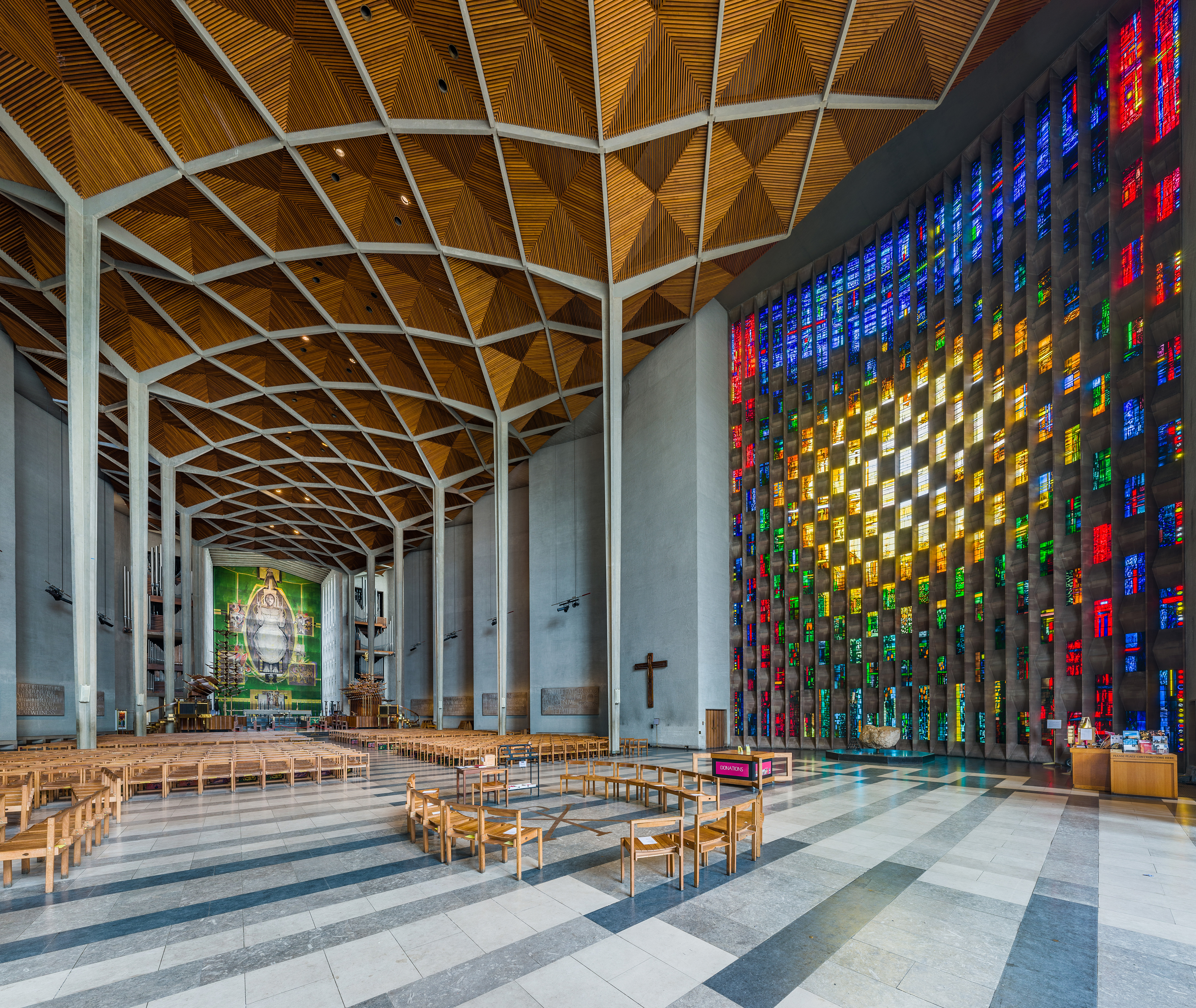
داخل کلیسای جدید
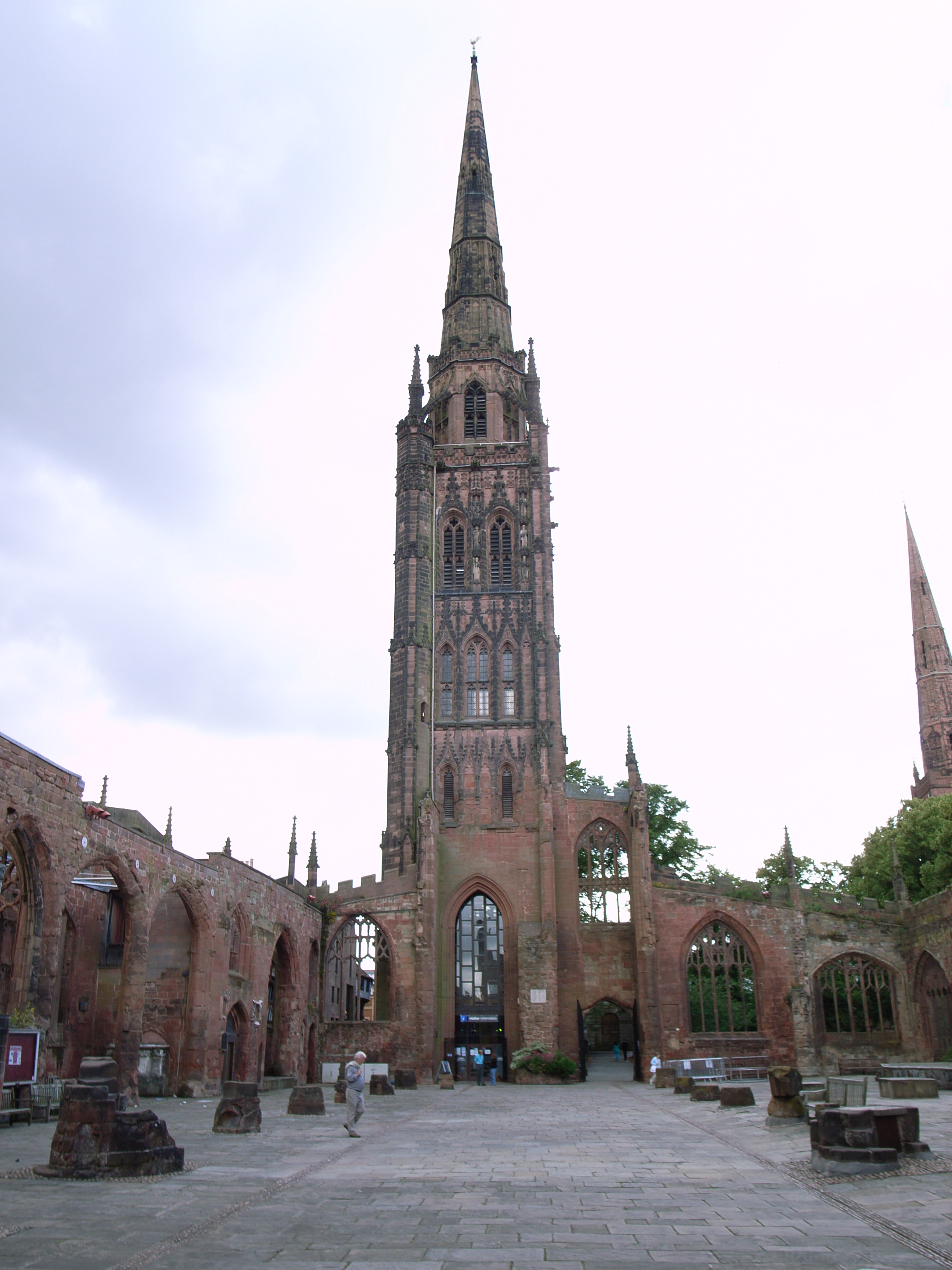
برج بازمانده، که به عنوان یک برج ناقوس عمل می کند.
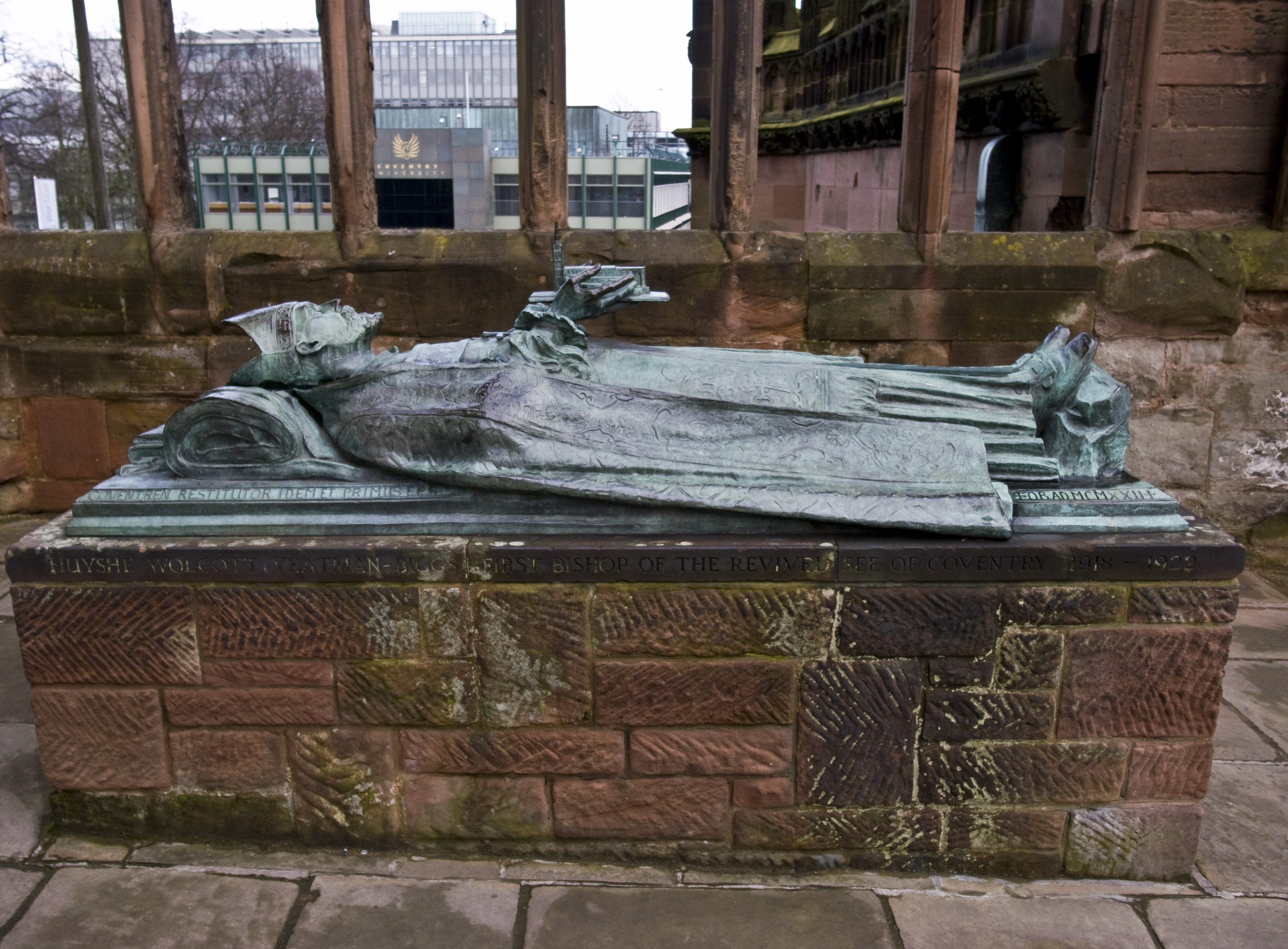
Effigy and tomb of Huyshe Yeatman-Biggs, first Bishop of Coventry.
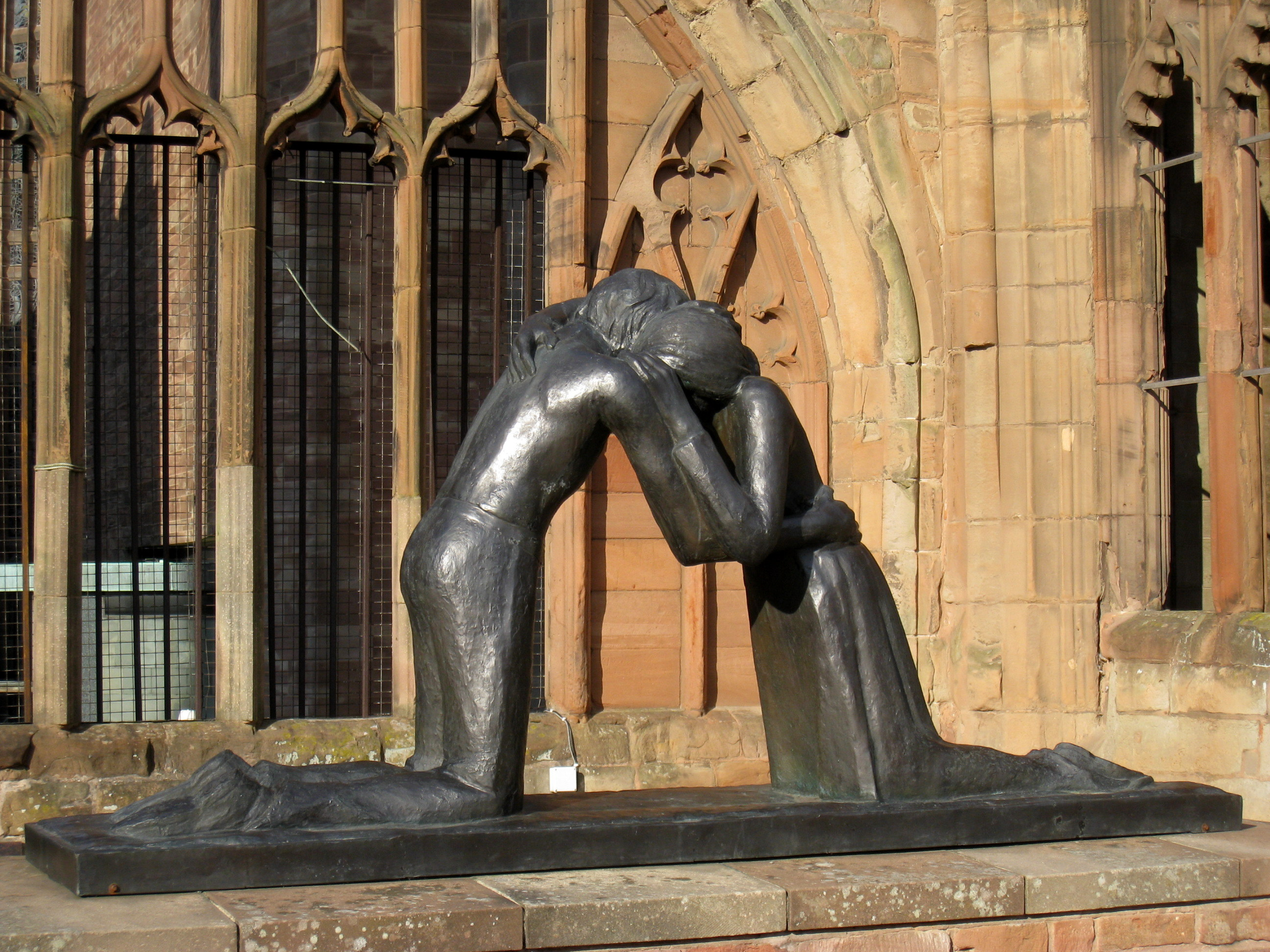
Josefina de Vasconcellos' statue Reconciliation in the old cathedral's nave.
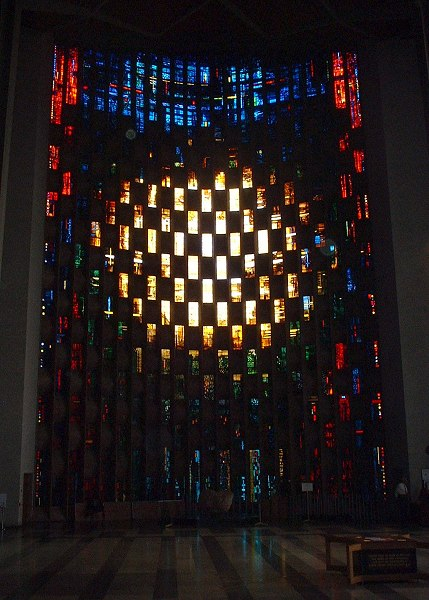
The baptistry window by John Piper from inside the cathedral.
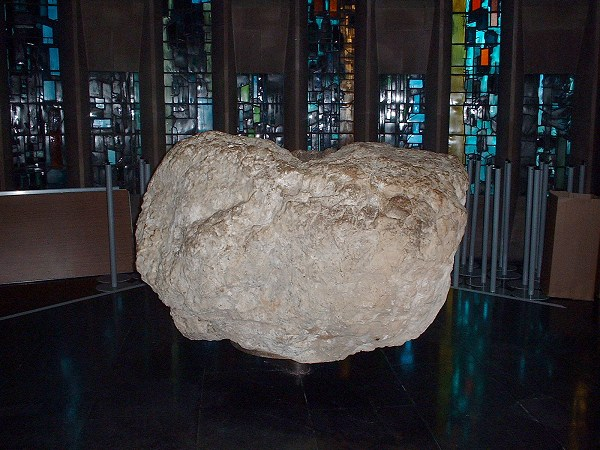
حوض غسل تعمید تخته سنگی از بیت‌لحم.
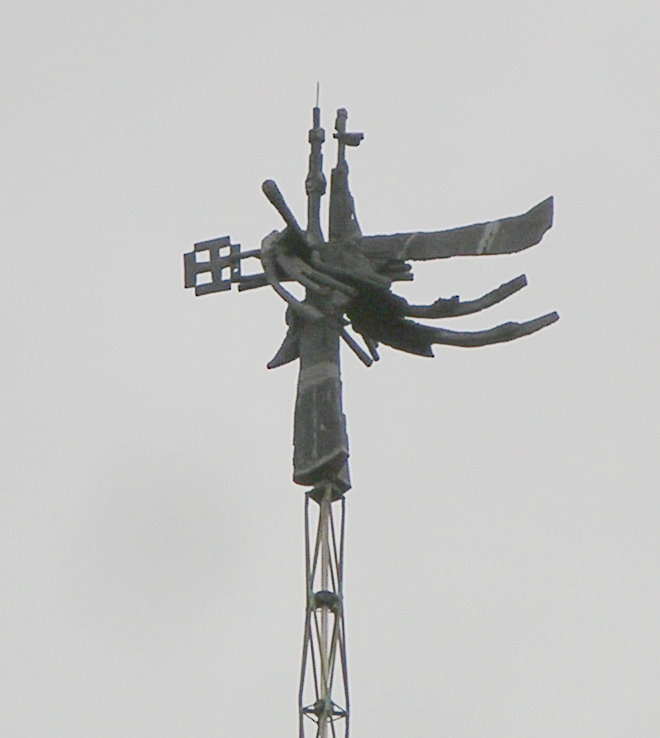
بالای مناره کلیسای جامع جدید.
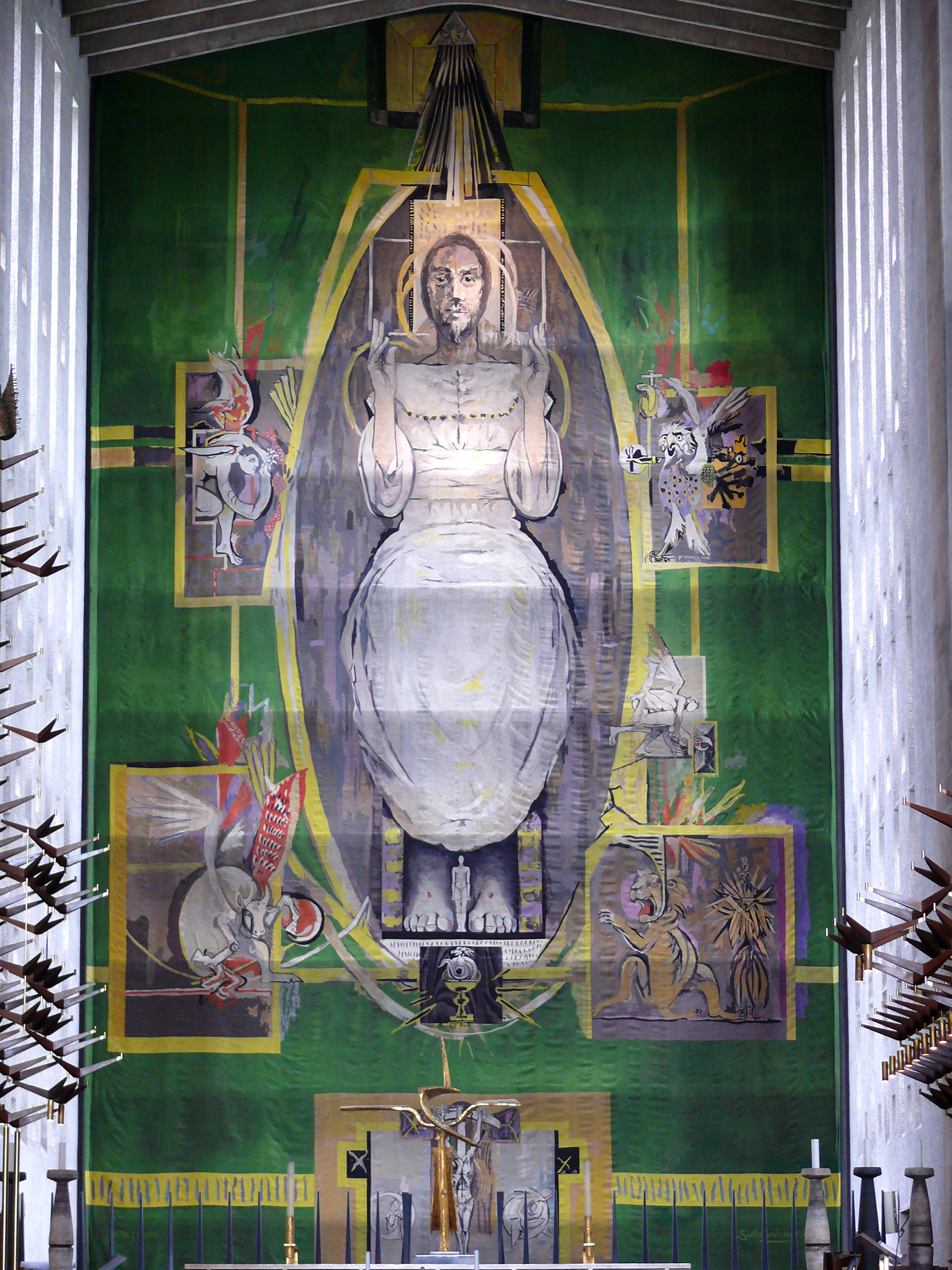
Graham Sutherland tapestry.
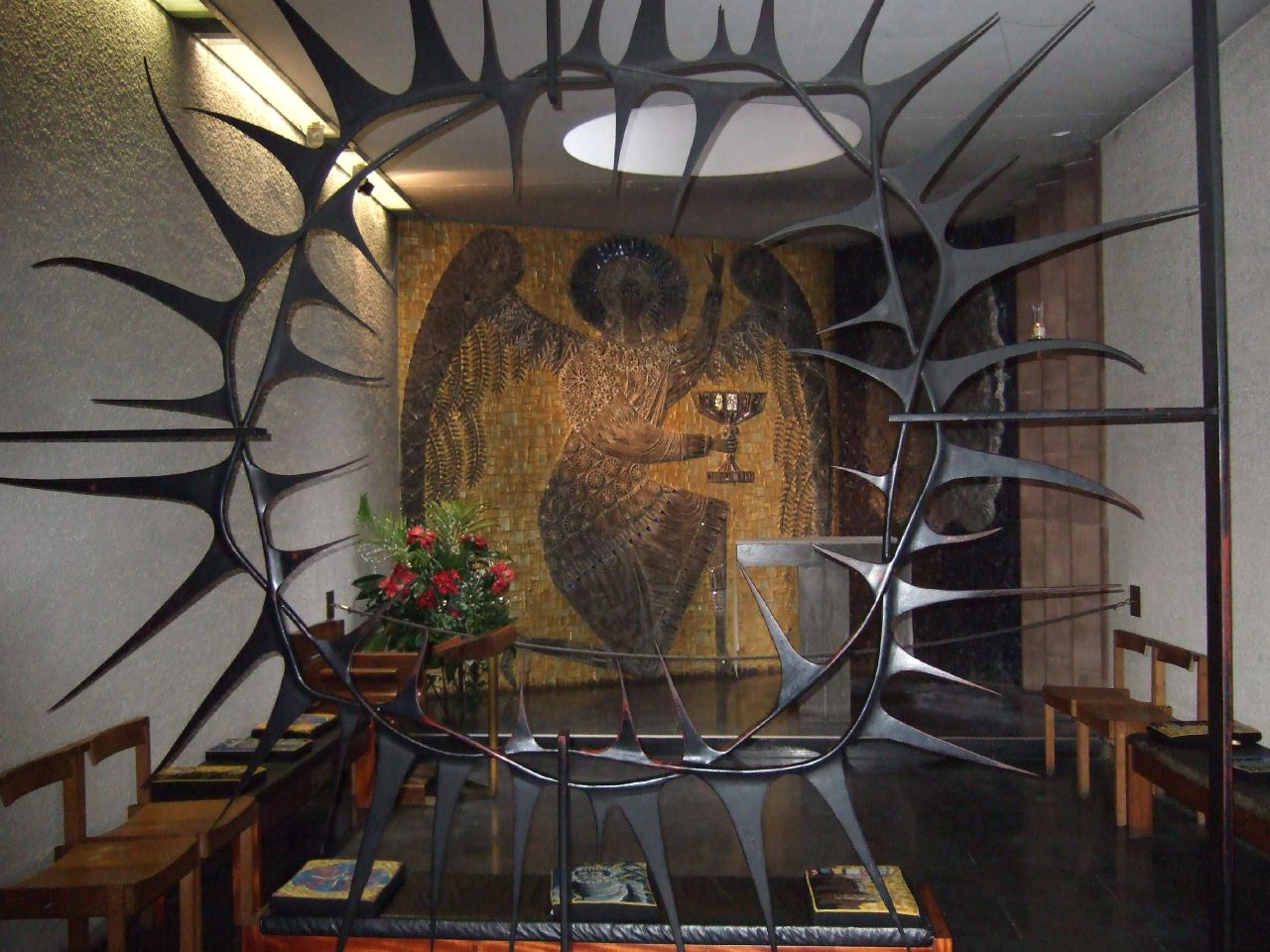
کلیسای مسیح در جتسیمانی.